# 三桥组
三桥组是位于中国陕西、甘肃、宁夏的下白垩世地层，1959年由银川石油勘探局一二五队命名。该地层以浅棕紫、灰紫色块状砾岩为主，间夹凸镜状砂岩。